# داريل هاموند
داريل هاموند (بالإنجليزية: Darryl Hammond)‏ هو لاعب كرة قدم أمريكية أمريكي، ولد في 24 سبتمبر 1967 في تاباهانوك في الولايات المتحدة، وتوفي في 19 فبراير 2017 بسبب تصلب جانبي ضموري.